# Lithobius irregularis
Lithobius irregularis är en mångfotingart som beskrevs av Masatoshi Takakuwa 1949. Lithobius irregularis ingår i släktet Lithobius och familjen stenkrypare. Inga underarter finns listade i Catalogue of Life.